# Kurczatow (Kazachstan)
Kurczatow (kaz. i ros.: Курчатов) – miasto o znaczeniu obwodowym w północno-wschodnim Kazachstanie, w obwodzie abajskim, nad Irtyszem. W 2021 roku liczyło ok. 12 tys. mieszkańców. W mieście znajduje się Narodowe Centrum Badań Jądrowych Republiki Kazachstanu. 

## Historia

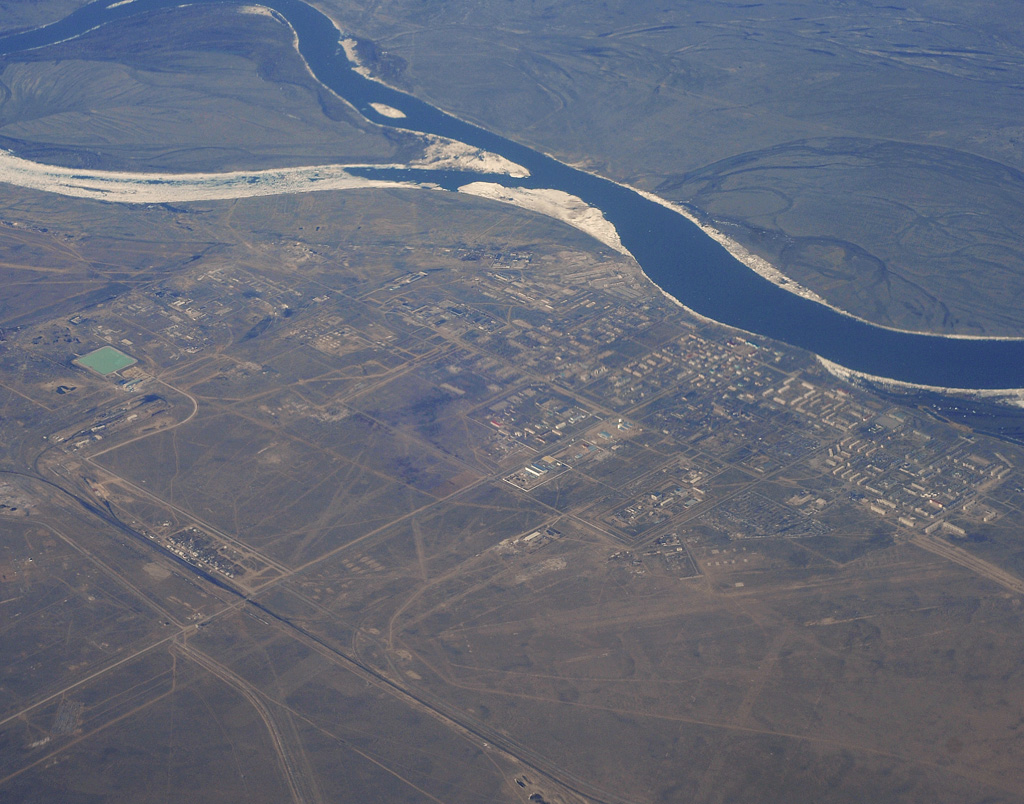
Widok na miasto z lotu ptaka

Miejscowość została założona w 1947 roku jako baza semipałatyńskiego poligonu jądrowego, a w 1948 roku otrzymała prawa miejskie. Do 1991 roku miasto było zamknięte i znane było głównie pod nazwą Semipałatyńsk-21.